# 5734 Noguchi
5734 Noguchi eller 1989 AL1 är en asteroid i huvudbältet som upptäcktes den 15 januari 1989 av de båda japanska astronomerna Kazuro Watanabe och Kin Endate vid Kitami-observatoriet. Den är uppkallad efter den japanska astronauten Soichi Noguchi.
Asteroiden har en diameter på ungefär 3 kilometer och den tillhör asteroidgruppen Vesta.